# 肯特县 (马里兰州)
肯特縣（英語：Kent County）是位於美国马里兰州東北部的一个縣，東鄰特拉华州，面積1,073平方公里。根據2020年美國人口普查數字，共有人口19,198人。該縣成立於1683年，縣治切斯特頓。